# مركز دراسات المرأة والجنس
مركز دراسات المرأة والجنس هو مختبر أبحاث أسسته هيلين سيكسوس عام 1974، ضمن قسم الدراسات الأنجلو أمريكية في مركز جامعة فينسين التجريبية .
بهدف طرح موضوع جديد للدراسة يعتمد على مساهمة الحركة النسوية ، كان مركز دراسات المرأة والجنس متعدد التخصصات ولعب دورًا تاريخيًا مهمًا في تطور العلوم الإنسانية.
وأصبح مركز دراسات المرأة ودراسات النوع الاجتماعي التابع لجامعة باريس الثامنة ، حيث دمج في عنوانه إنجازات حركة " دراسات النوع الاجتماعي " الأنجلوسكسونية ، والتي كان أحد سلائفها.
منذ عام 2015  ، تم تعيين تسمية مركز دراسات المرأة ودراسات النوع الاجتماعي (CEFEG) :
- قسم دراسات النوع الاجتماعي الذي يدير درجة الماجستير في دراسات النوع الاجتماعي في باريس 8 ;
- أكاديميون وباحثون في المركز الوطني الفرنسي للبحث العلمي من " LEGS (UMR 8238) " المرتبطون قانونًا بجامعة باريس 8 ;
- جميع المعلمين الباحثين المشاركين في الإشراف والتدريس في دراسات النوع الاجتماعي المقدمة في الجامعة والمطالبين بعضويتهم في هذا المجتمع البحثي.

## الدبلومات الممنوحة
- يتقن " الجنس (الجنسين)، أفكار الاختلاف، العلاقات الجنسية »
- دكتوراه في دراسات المرأة.

## روابط خارجية
- موقع المركز .